# Cambo-les-Bains
Cambo-les-Bains (Kanbo in basco) è un comune francese di 6 630 abitanti situato nel dipartimento dei Pirenei Atlantici nella regione della Nuova Aquitania. Il suo territorio è bagnato dal fiume Nive.

## Monumenti e luoghi d'interesse

### Architetture civili
- Villa Arnaga (1903-1906), residenza dello scrittore Edmond Rostand[2][3][4]

## Società

### Evoluzione demografica
Abitanti censiti